# Фотий Калпидис
Фотий (на гръцки: Φώτιος Κορυτσάς και Πρεμετής) е гръцки духовник, митрополит на Корчанската епархия на Цариградската патриаршия и деец на гръцката въоръжена пропаганда в Македония.

## Биография
Роден е в 1865 година като Илияс Калпидис (Ἡλίας Καλπίδης) в Чакрак, вилает Гиресун на Османската империя. Чиракува в родното си място и в Гиресун, след което учи в богословското училище в Халки, което завършва в 1889 година, като преди това е ръкоположен за дякон. В 1890 – 1891 година е директор на мъжкото училище в Гиресун. След това е помощник в отдела за протокол (1891 – 1893), заместник-секретар (1893 – 1897) и главен секретар (1897 – 1902) на Светия синод на Вселенската патриаршия.
На 16 май 1902 година е избран за митрополит на Корча и Пърмет. Ръкоположен е на 19 май 1902 година в патриаршеската катедрала „Свети Георги“ в Цариград от патриарх Йоаким III Константинополски в съслужение с митрополитите Григорий Янински, Натанаил Бурсенски, Александър Неокесарийски, Атанасий Иконийски, Василий Смирненски, Константин Хиоски, Йоаким Ксантийски, Никодим Воденски, Никифор Литицки, Тарасий Илиуполски и Йероним Галиполски.
В Корча започва борба си срещу българщината, надигащия се албански национализъм и румънската пропаганда сред власите. Отваря няколко гръцки училища в района. През юни 1905 година избягва опит за убийство в Пляса, където въпреки предупрежденията пристига лично да промени богослужебния език от румънски на гръцки. Посрещнат е с камъни от населението и след това отлъчва от църквата водача на румънската партия отец Хараламбие Баламачи и сподвижниците му и забранява на всички румънеещи се власи достъпа до православната църква в Корча. Баламачи започва да служи в къщата, която закупува в града.
През август 1906 година митрополит Герман Костурски прави обиколка на районите около Нестрам и Корча. Албанска чета решава да убие него или Фотий Корчански. На 9 септември 1906 година в Брадвица Фотий Калпидис е убит от арумъните Танаси Насту и Апостол Кочкона.
Разпространява се фалшивият слух, че е убит Герман и Димитриос Калапотакис пуска некролог във вестник „Емброс“, като след разкритието на грешката му е принуден да подаде оставка от ръководния пост в гръцкия македонски комитет.